# Dunaújvárosi Acélbikák
Dunaújvárosi Acélbikák este un club de hochei pe gheață din Dunaújváros, Ungaria care evolueaza in OB I bajnokság și MOL Liga.